# Ceadîr-Lunga
Ceadîr-Lunga (in gagauzo Чадыр-Лунга?, Çadır-Lunga, in russo Чадыр-Лунг?, Čadyr-Lunga) è una città della Moldavia situato nella Gagauzia di 16 605 abitanti al censimento del 2014.
Dista 30 km a sud-est dal capoluogo Comrat e 130 km dalla capitale Chișinău, lungo il corso del fiume Lunga.

## Società

### Evoluzione demografica
In base ai dati del censimento, la popolazione è così divisa dal punto di vista etnico:
| Etnia       | Abitanti | %     |
| ----------- | -------- | ----- |
| Moldavi     | 732      | 3,77  |
| Ucraini     | 951      | 4,90  |
| Russi       | 1.552    | 7,99  |
| Gagauzi     | 14.294   | 73,67 |
| Bulgari     | 1.510    | 7,78  |
| Rumeni      | 2        | 0,01  |
| Altre etnie | 360      | 1,85  |

## Galleria d'immagini

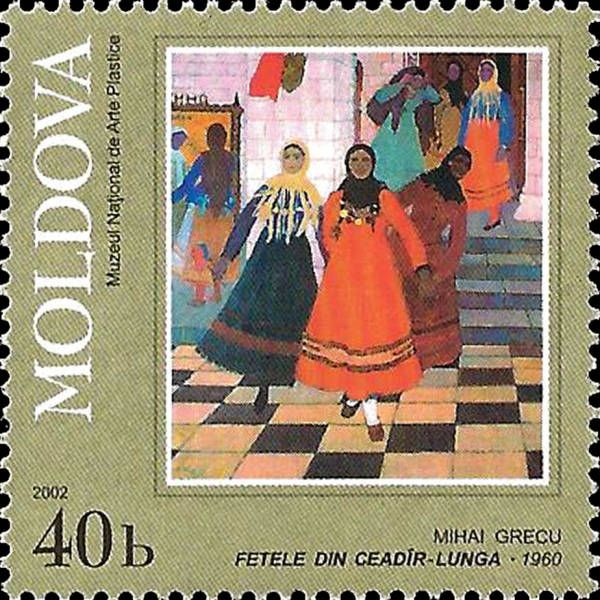
Girls from Ceadâr-Lunga (1960). Mihai Grecu.
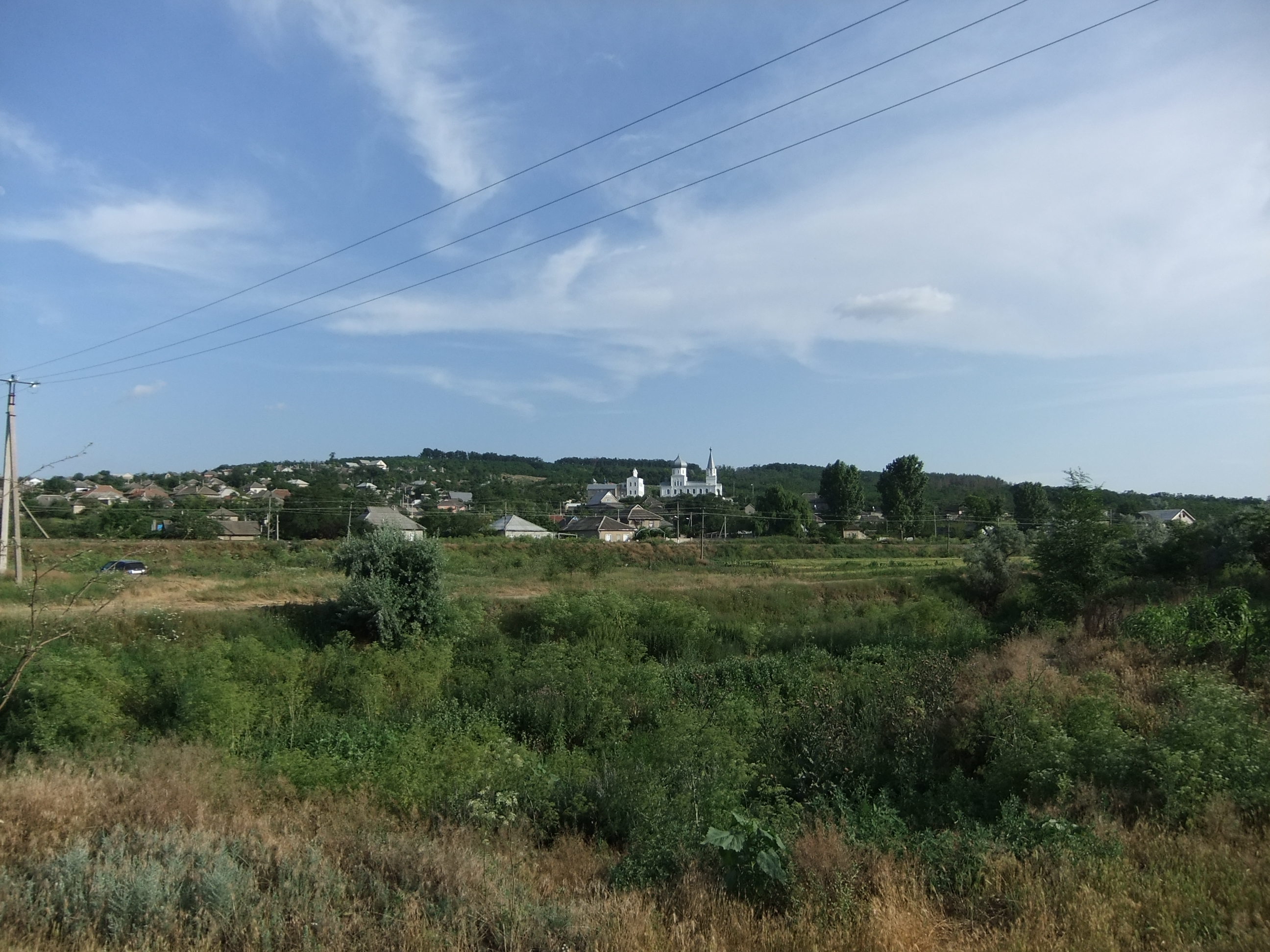
Ceadîr-Lunga, women Monastery
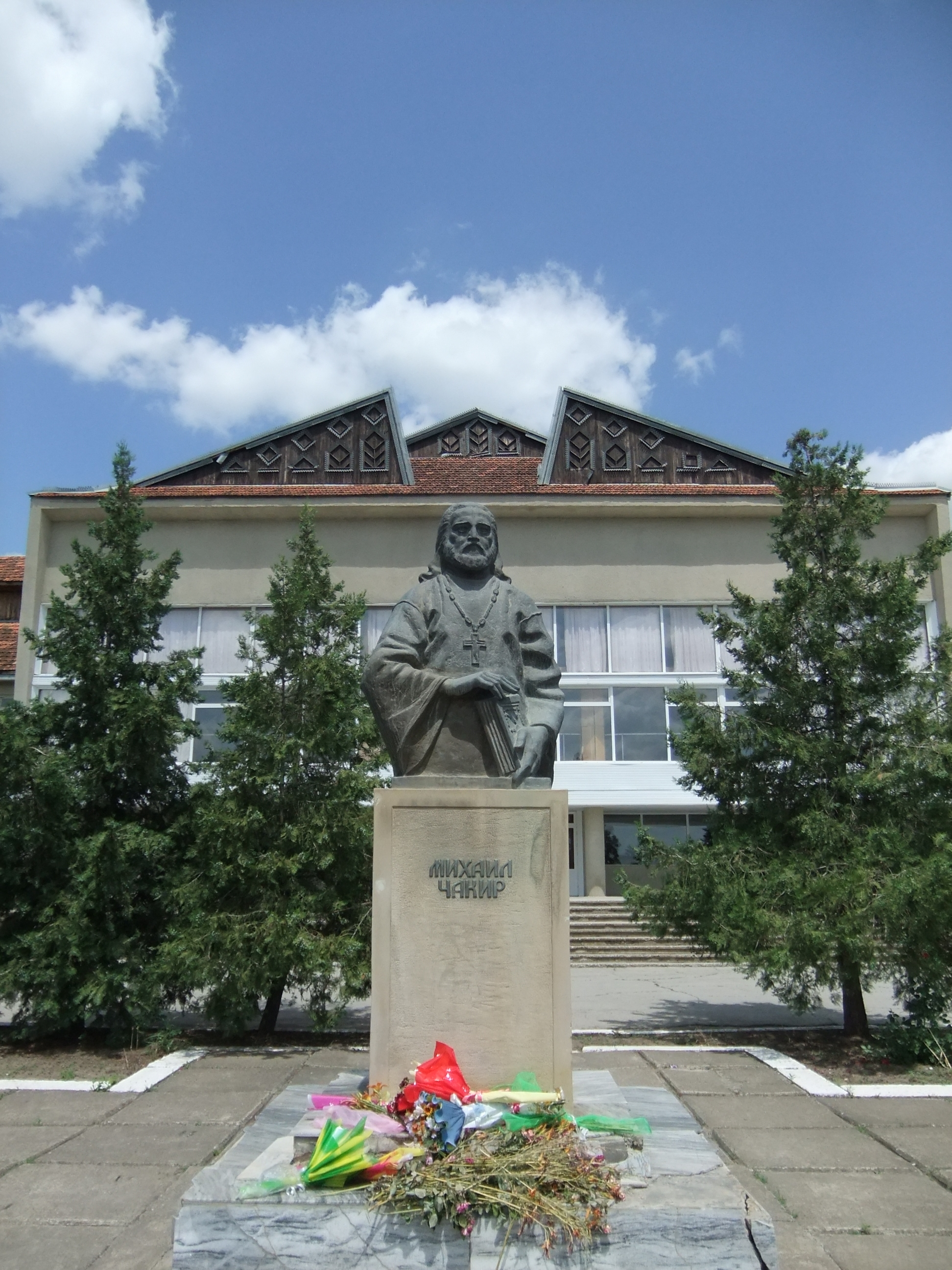
House of Culture and monument of Michael Chakir
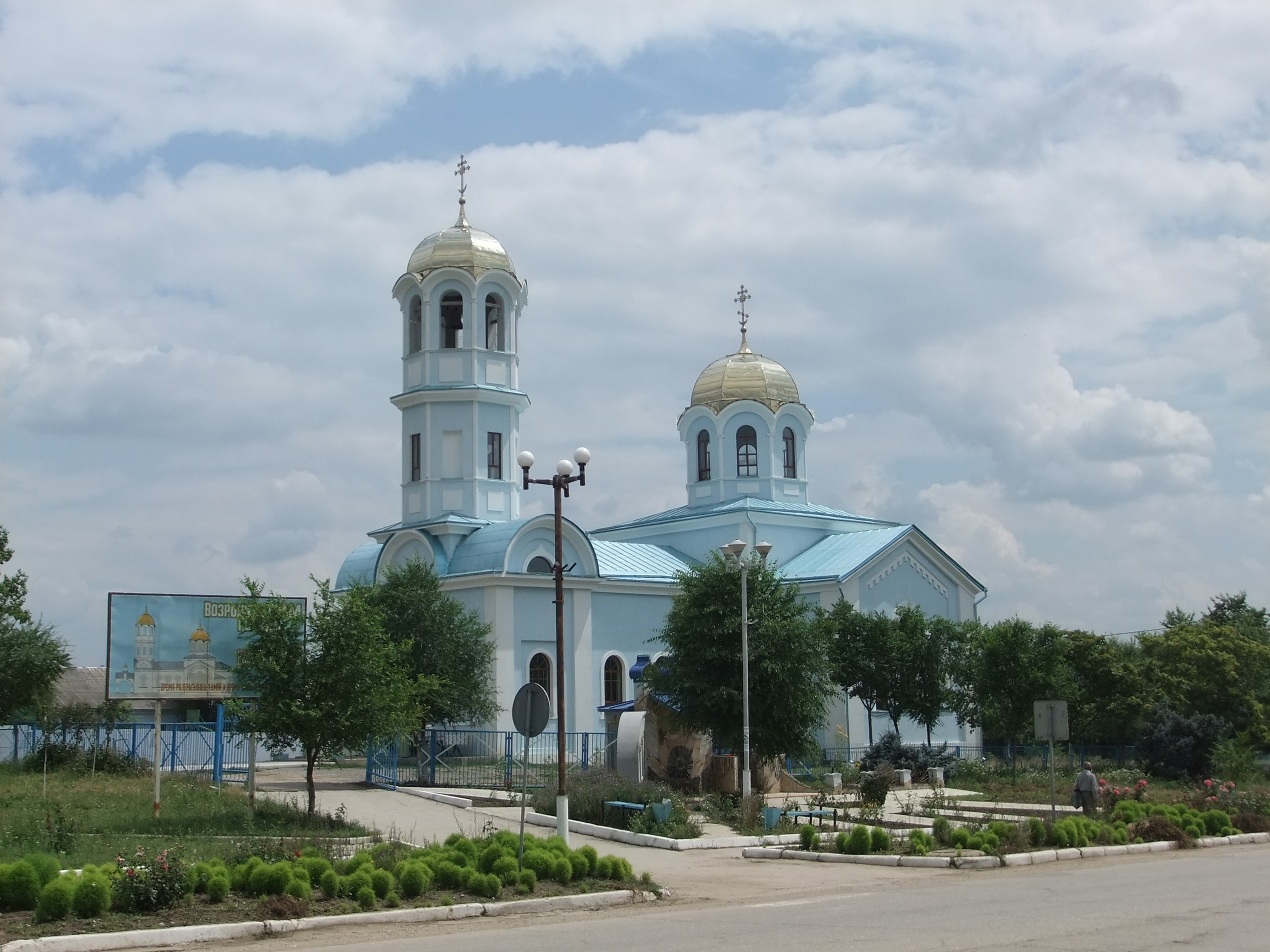
Church of Our Lady of Kazan